# Calibrachoa paranensis
Calibrachoa paranensis là loài thực vật có hoa trong họ Cà. Loài này được (Dusén) Wijsman mô tả khoa học đầu tiên năm 1990.